# Wilhelm Ripe

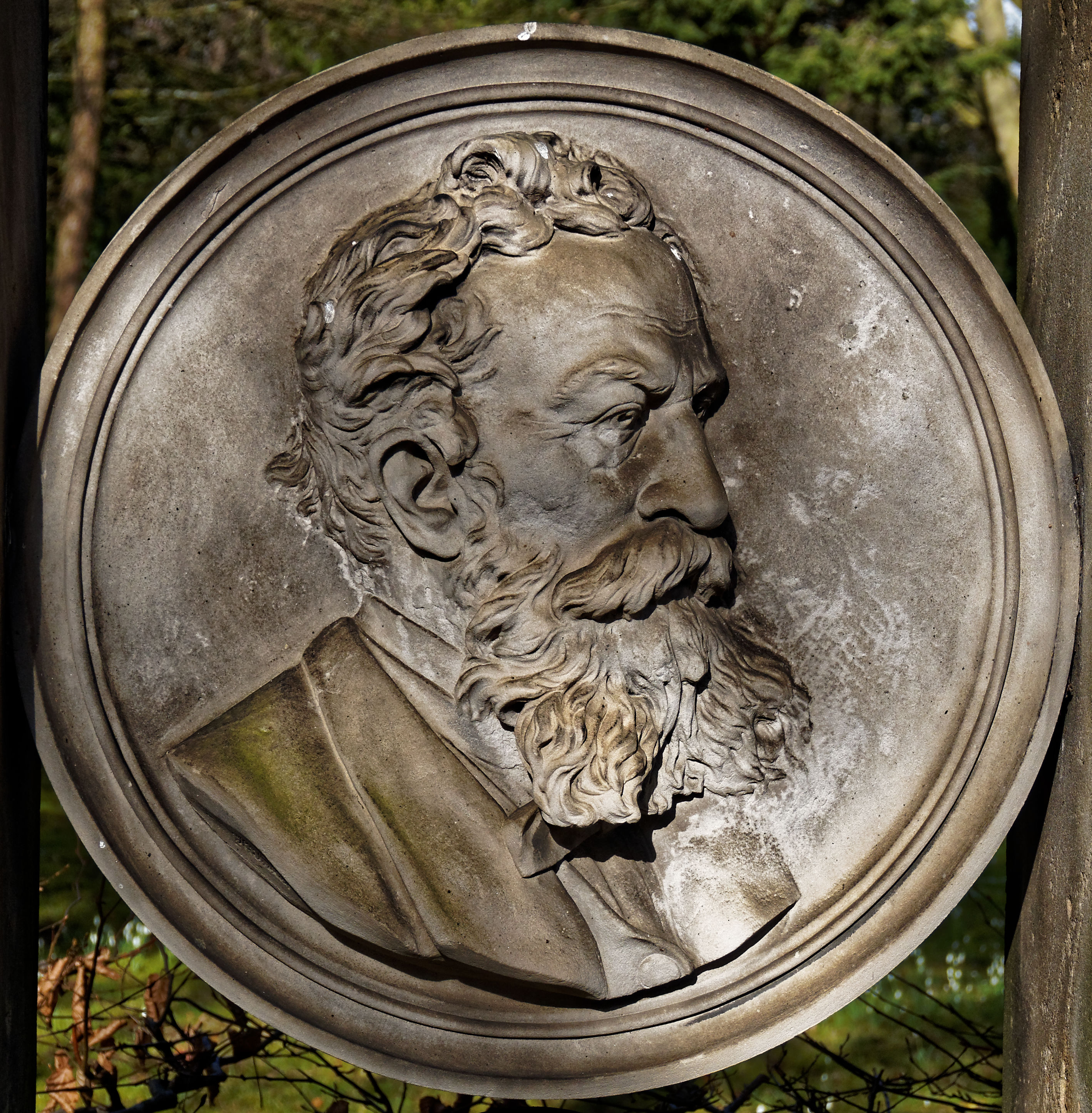
Grab-Medaillon

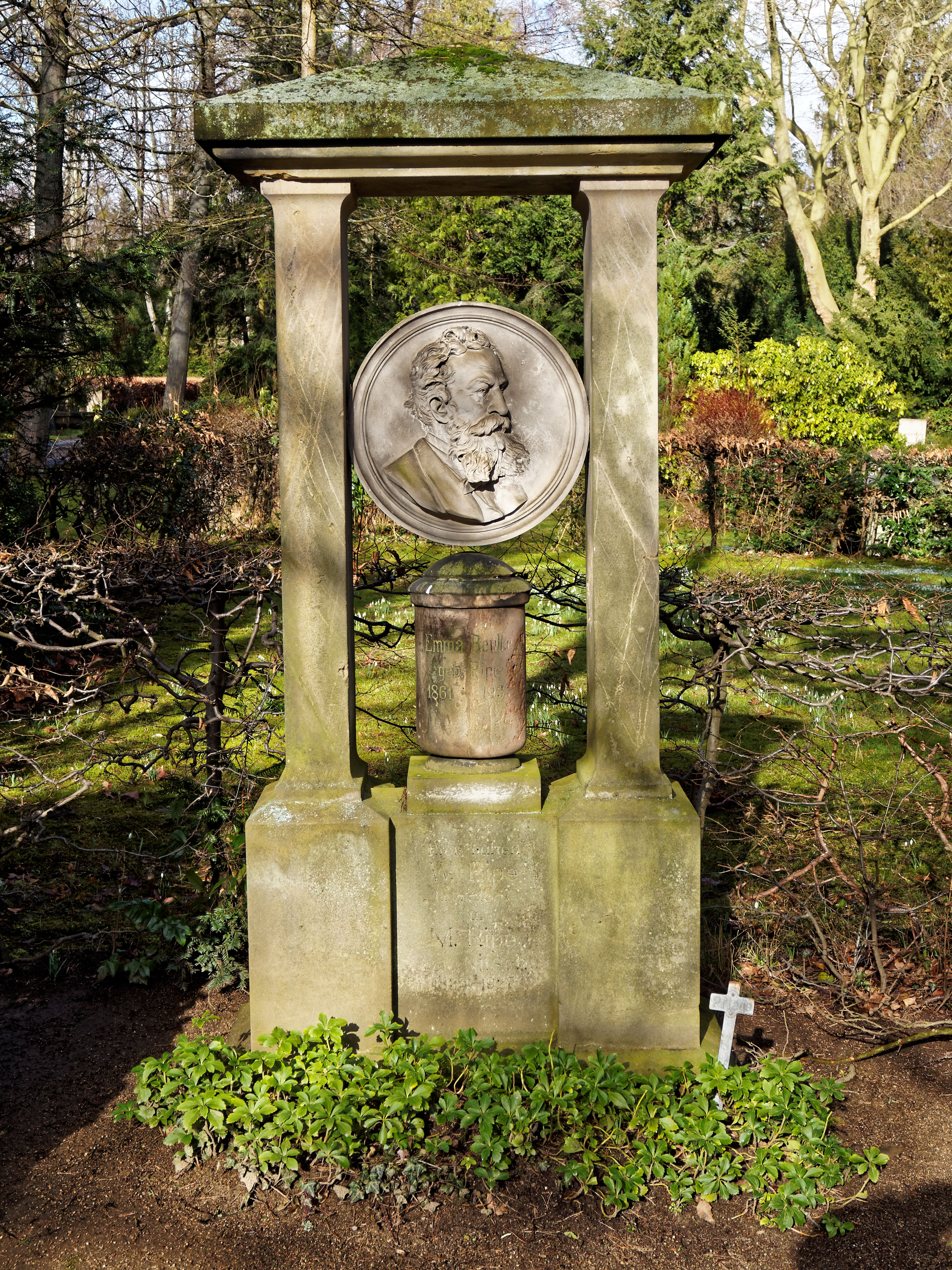
Grabstelle auf dem Alten Friedhof in Goslar

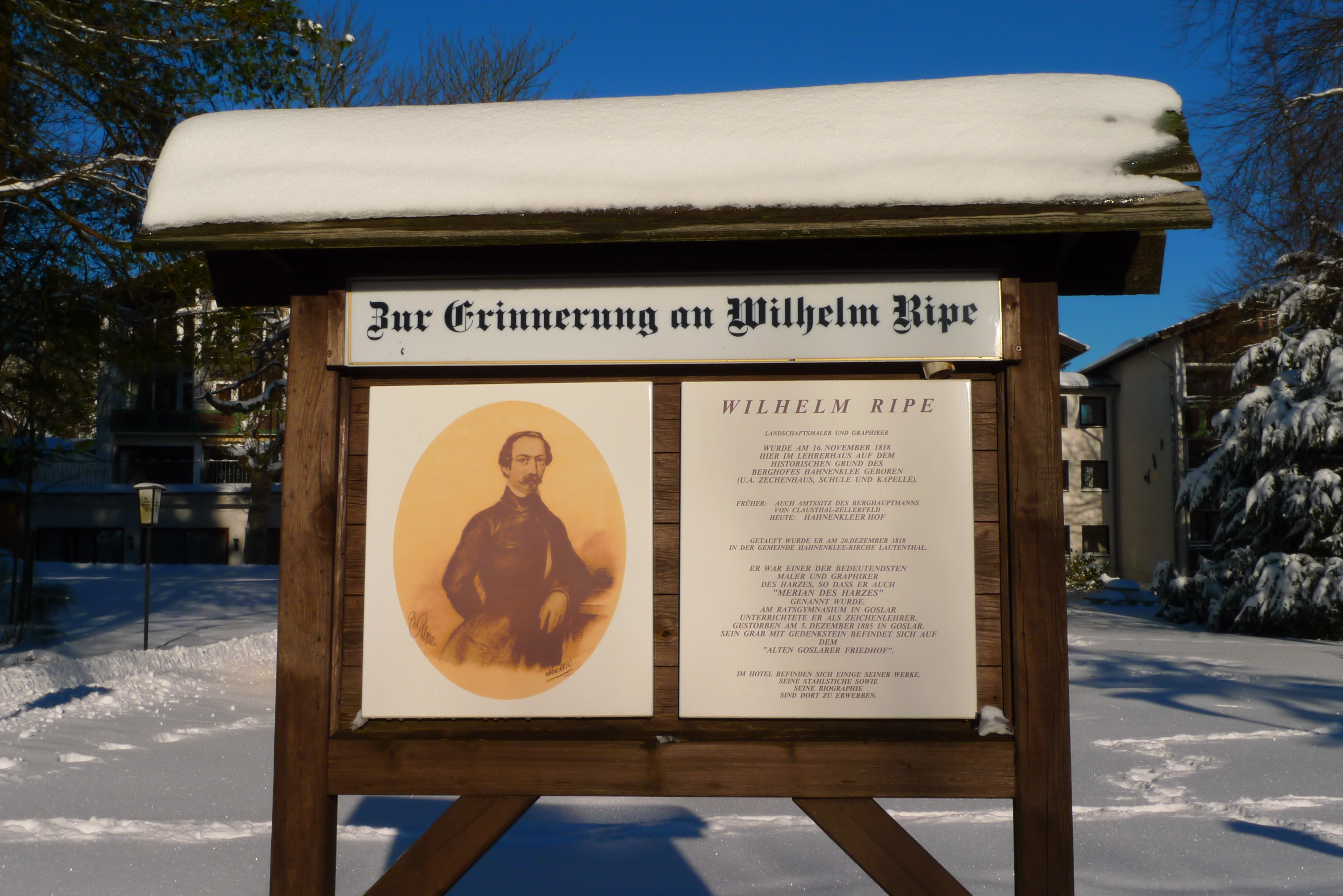
Gedenktafel auf dem Grundstück des ehemaligen Geburtshauses

Wilhelm Ripe (* 16. November 1818 in  Hahnenklee; † 5. Dezember 1885 in Goslar) war ein deutscher Maler und Grafiker.

## Leben und Werk
Wilhelm Ripe wurde am 16. November 1818 im damaligen Hahnenkleer Schulhaus, welches sich auf dem Gelände des heutigen Hotels Hahnenkleer Hof befand, geboren. Sein Vater hatte dort als Lehrer und Kantor eine Anstellung, da Kirche, Schule und Lehrerwohnung von dem damaligen Besitzer des Hahnenkleer Hofes der Gemeinde zur Verfügung gestellt wurden.
Eingeschult wurde er noch bei seinem Vater, setzte aber nach dem frühen Tod des Vaters seine Schulzeit in Clausthal fort. Bereits zu dieser Zeit stellt sich sein großes zeichnerisches Talent heraus, welches durch Freunde und Gönner gefördert wurde. Die künstlerische Ausbildung erhielt er bei Johann Heinrich Ramberg.
Bescheidenheit, Armut und Entbehrungen kennzeichneten sein Leben. Als freischaffender Künstler lebte er nach seiner Schulzeit in Clausthal. Reisen in die Schweiz und in das seinerzeit russische Finnland erweiterten den Gesichtskreis des jungen Künstlers.
Mit seinen vielen Orts- und Landschaftsbildern gilt er als der „Merian des Harzes“. Seine Lebensgefährtin fand er in Osterode am Harz. Die Verbindung zum Goslarer Verleger Eduard Brückner, von dem er sich aber auch übervorteilt sah, stellte sich als durchaus glücklich heraus. Die Naturtreue seiner künstlerischen Arbeiten trug wesentlich dazu bei, den Harz dem Fremdenverkehr zu erschließen.
1860 trat Ripe eine mäßig bezahlte Stelle als Zeichenlehrer am Ratsgymnasium und anderen Goslarer Schulen an, die er bis 1884 ausübte, als er schwer erkrankte. Er starb am 5. Dezember 1885 und wurde auf dem Alten Friedhof in Goslar beigesetzt.

## Ehrungen
Im Goslarer Stadtteil Ohlhof, wo mehrere Straßen nach Malern benannt wurden, wurde auch Wilhelm Ripe ein kleiner Weg gewidmet.
| Personendaten    | Personendaten                |
| ---------------- | ---------------------------- |
| NAME             | Ripe, Wilhelm                |
| KURZBESCHREIBUNG | deutscher Maler und Grafiker |
| GEBURTSDATUM     | 16. November 1818            |
| GEBURTSORT       | Hahnenklee                   |
| STERBEDATUM      | 5. Dezember 1885             |
| STERBEORT        | Goslar                       |